# Alemão do Forró
Werner Niero (Linhares, 30 de dezembro de 1986), de nome artístico Alemão do Forró, é cantor, compositor e instrumentista brasileiro.

## Biografia
Werner Niero nasceu na cidade de Linhares, no Espírito Santo, em 30 de dezembro de 1986. Alemão é casado, tem dois irmãos e uma filha.
Durante a infância, como conta o próprio Werner, dividia-se em viver em dois municípios: a sua cidade natal e Rio Bananal. Nesta última, ele chegou a trabalhar na oficina do pai como mecânico de motocicletas.
Autodidata, aprendeu a tocar a estudar música por conta própria. O seu avô materno gostava de viola e, provavelmente, foi responsável por influenciar o neto a desenvolver certa afeição pela música.
Atualmente, Alemão é casado com a empresária Georggia Tosatto e possui uma filha de nome Alice Niero. Segue morando em Linhares e se apresenta por todo o Brasil com a sua banda composta por: tecladista, guitarrista, sanfoneiro, percussão, backing vocal, balé e apoio. Na maioria das vezes, são escolhidos espaços possíveis de realizar shows que envolvam iluminação personalizada, efeitos especiais e pirotecnia.

## Carreira musical
Em 2002, com quase 16 anos, montou o grupo musical Banda Forró Legal, do qual era somente tecladista. Em 2005, Werner apresentou-se como cantor em shows solo, sendo conhecido como Werner e seus teclados.
Estes primeiros passos o levaram a morar em São Paulo, onde foi integrante de algumas bandas, apresentando pelo Brasil, tocando e cantando em diferentes regiões.
O ano de 2010 marcou o início da sua carreira como um cantor profissional. Werner aproveitou o apelido de infância, Alemão, para se identificar artisticamente. Em 2017, já como Alemão do Forró, realizou trabalhos com parcerias musicais com Gino e Geno, Felipe e Falcão, Mano Walter, Rei da Cacimbinha e Banda Lambasaia. Ainda, abriu shows de Xand Avião, Zé Neto e Cristiano, Bell Marques, Mano Walter, Leonardo e Anitta, entre outros.
Em 2020 e 2021, no Prêmio Super da Música, foi premiado por melhor música, melhor show e melhor live. Recebeu condecorações de Comendador em Vitória e títulos de cidadão honorário em Vitória e Rio Bananal, ambas cidades do Espírito Santo.

## Estilo musical e trabalho
A música mais conhecida de Alemão é a de nome “Fica Amor”, lançada de forma independente no ano de 2015 e regravada no álbum Alemão do Forró: o rei do forró capixaba (2018). Em sua cidade natal, Linhares (Espírito Santo), o cantor começou a sua participação no mundo musical em programas de TV e rádios locais, e recebeu convites para atrações como Programa do Ratinho e Programa Raul Gil, ambos no SBT.
Como o nome artístico indica, o forró é o principal estilo musical do artista, que também compõe e se apresenta com músicas de outros gêneros: sertanejo, arrocha e piseiro.
Os seus trabalhos mais recentes são o disco Na pegada do Alemão: de volta às origens (2022) e o single “Sou Feliz Com Meu Trabalho” (2022).

## Discografia
- Cachaça Cachaça (2010)
- Balança o Povo (2012)
- Tá Estourado (2014)
- Fica Amor (2015)
- Sai Dessa, Coração (2016)[9]
- Lingerie vermelha (2017)
- Passinho do Vaqueiro (2018)
- Saudade Dela e Ela Deu (2019)
- Borogodó (2020)
- Tremidinho (2021)
- Querendo me Beijar (2022)
- Sou Feliz Com Meu Trabalho (2022)